# 芦屋乗降場
芦屋乗降場（あしやじょうこうじょう）は、かつて福岡県遠賀郡芦屋町正門町にあった、日本国有鉄道（国鉄）芦屋線の駅（廃駅）である。芦屋線の廃止に伴い、1961年（昭和36年）6月1日に廃駅となった。

## 歴史
- 1947年（昭和22年）3月4日：芦屋乗降場進駐軍用停車場として開業[1]。進駐軍用[1]。
- 1950年（昭和25年）2月10日：芦屋乗降場に改称[1]。
- 1961年（昭和36年）6月1日：芦屋線廃止に伴い、廃止[1]。

## 駅周辺
- 芦屋飛行場

## 隣の駅
日本国有鉄道
芦屋線
筑前芦屋駅 - 芦屋乗降場